# Ллойд Палюн
Ллойд Палюн (фр. Lloyd Palun, нар. 28 листопада 1988, Арль) — габонський та французький футболіст, правий, захисник «Бастії» та національної збірної Габону.

## Біографія

### Клубна кар'єра
Палюн народився в Арлі, але виріс у містечку Мартіг, де і став займатись футболом у однойменному клубі «Мартіг», граючи на позиції півзахисника, а у сезоні 2008/09 став виступати за першу команду, з якою він провів тринадцять матчів Аматорського чемпіонату.
У 2009 році він приєднався до клубу «Трініте Спорт» з другого дивізіону аматорського чемпіонату, де провів півтора роки, після чого на початку 2011 року його помітив представнику Ліги 1 клуб «Ніцца».
6 січня 2011 року він підписав аматорський контракт із клубом і 2 лютого дебютував за «Ніццу» в матчі Кубка Франції проти «Жанни д'Арк» (Дрансі).
26 квітня 2011 року Палюн підписав з клубом свій перший професіональний контракт, а вже наступного дня дебютував у Лізі 1 в грі проти «Марселя» на Стад Велодром (2:4).
У сезоні 2012/13 років новий тренер клубу Клод Пюель перевів Палюна на позицію правого захисника після відходу з команди Франсуа Клера, Дрісси Діакіте та Кафумби Кулібалі, в результаті чого Ллойд став частіше виходити на поле, особливо в його останньому сезоні в «Ніцці», коли він зіграв 21 матч у Лізі 1, а також забив свій єдиний гол за клуб. Втім, по завершенні того сезону контракт гравця не був продовжений і він покинув клуб. У футболці «Ніцци» він провів загалом 74 матчі в усіх турнірах і забив один гол.
27 липня 2015 року Палюн підписав дворічний контракт зі столичним клубом «Ред Стар», який виступав в Лізі 2. Ллойд повністю відпрацював контракт і за підсумками другого сезону вилетів з командою до третього дивізіону.
30 червня 2017 року Палюн відправився до Бельгії, де підписав контракт з місцевим клубом «Серкль Брюгге», який виступав у другому дивізіоні країни. Клуб став переможцем другого дивізіону за підсумками сезону 2017/18 і потрапив до еліти бельгійського футболу, де Палюн провів ще один рік.
13 серпня 2019 року захисник повернувся до Франції і підписав дворічний контракт з клубом другого дивізіону «Генгамом». По його завершенні, 8 червня 2021 року. підписав однорічний контракт з новачком Ліги 2 клубом «Бастія» з можливістю продовження у випадки збереження клубом прописки у другому дивізіоні .

### Збірна
Незважаючи на те, що Палюн народився у Франції, він мав право грати за національну збірну Габону через походження своєї матері. У складі цієї африканської команди Ллойд дебютував 9 лютого 2011 року у товариському матчі проти ДР Конго (2:0).
У 2012 році він зіграв у всіх 4 матчах національної збірної на Кубку африканських націй 2012 року, а Габон вийшов у чвертьфінал. Згодом він брав участь у Кубках африканських націй 2015 та 2017 років, зігравши на обох в усіх трьох матчах, але в жодному габонці не змогли вийти з групи.
На початку 2022 року поїхав з командою на четвертий для себе Кубок африканських націй у Камеруні, де зіграв у трьох матчах, але в грі 1/8 фіналу проти Буркіна-Фасо, не реалізував останній вирішальний післяматчевий пенальті, через що його команда вилетіла з турніру.